# Diners Club
Diners Club International, originalmente fundada como Diners Club, es una compañía de tarjetas de crédito, débito y prepago formada en 1950 por Frank X. McNamara, Ralph Schneider y Casey R. Taylor. Cuando apareció, se convirtió en la primera compañía independiente de tarjetas de crédito en el mundo. Hasta abril de 2008 fue una subsidiaria de Citigroup, cuando fue adquirida por Discover Financial Services por 165 millones de dólares. Discover Financial Services opera la tarjeta de crédito Discover, que tiene más de 50 millones de usuarios en Estados Unidos pero no opera a nivel internacional, cosa que sí hace Diners Club. Debido a esto, los usuarios de Discover pueden utilizar los servicios de Diners por fuera de Estados Unidos, y los usuarios de Diners pueden utilizar los servicios de Discover en Estados Unidos.

## Diners Club International en Latinoamérica
En Argentina, Citibank celebró un acuerdo de transferencia de derechos y obligaciones con Banco Comafi S.A. (Comafi), como resultado del cual, a partir del 16 de diciembre de 2013, Comafi administrará el negocio de tarjetas de crédito Diners Club en Argentina; es así que Comafi será el nuevo representante exclusivo y, por lo tanto, el único emisor de la tarjeta hasta el día 31 de agosto de 2021, fecha en que dejará de operar en el país y siendo la tarjeta Diners Comafi reemplazada por una tarjeta Mastercard del mismo banco.
En Brasil, a principios, el Citibank fue el representante exclusivo y emisor de la tarjeta Diners Club, pero con la adquisición del Citibank por parte del Banco Itaú en 2017, pasó a ser operado por el Itaú. Pero en noviembre de 2018, Itaú anuncia que sustituirá a las tarjetas Diners Club por tarjetas Credicard Visa Exclusive. En 21 de noviembre de 2018, la firma brasileña de pagos y tarjetas de crédito Elo firmó un acuerdo de asociación con Diners Club International, para emitir las Tarjetas Elo Diners Club International, en Brasil. Hoy, Elo es el operador de las tarjetas Diners Club en Brasil.
En Colombia el Banco Davivienda es el propietario exclusivo de la franquicia, teniendo la exclusividad de sus servicios, en septiembre de 1963 crearon la Revista Diners dedicada a la cultura, política, economía, deporte y entretenimiento, en mayo de 1990 Diners creó la versión infantil de la revista llamado: Revista Dini en esta contenía entrevistas de los personajes, manualidades, dibujos y era patrocidado por la cadena de restaurantes Kokoriko.
En Chile, a principios, el Citibank fue el representante exclusivo y emisor. Después de la adquisición del Citibank por parte del Banco de Chile, (Hoy, el Citibank Chile es conocido como Banco Edwards|Citi y es filial del Banco de Chile), el Banco de Chile y Banco Edwards|Citi se hicieron acreedores exclusivos de los derechos, servicios y emisión de esta.
En Ecuador y Perú es propiedad del Grupo Pichincha.
En Venezuela el Banco Mercantil es el representante exclusivo de esta marca, siendo su único emisor durante más de 30 años, y a su vez, el único operador de puntos de ventas Diners Club de Venezuela. Es considerada entre los consumidores Venezolanos como la más exclusiva tarjeta de crédito, superando por percepción del consumidor a las categorías "Negras" de Visa, MasterCard y American Express.

## Diners Club International en España
En España Diners Club Spain, el mayor accionista es el Banco Santander y actualmente D.Luis Miguel Viñuela ocupa el cargo de Consejero Delegado de Diners Club Spain.

## Diners Club International en Perú
En el Perú, Diners Club Perú y el Banco Pichincha desde 2015 iniciaron un consorcio entre ambas empresas a fin de lograr un mayor posicionamiento en el mercado diversificando como Grupo Financiero su oferta valor. Esto se debe a que ambas empresas pertenecen al mismo Grupo Pichincha.
Desde 2010, Diners Club Perú es el pionero en crear un programa permanente y exclusivo denominado "Cuotas sin Intereses Archivado el 14 de agosto de 2017 en Wayback Machine." en la que se basa en una alianza con el establecimiento previamente afiliado para que ambos (Diners Club Perú y dicho establecimiento) asuman los costos financieros de la compra realizada por el Socio Diners (el que posee la tarjeta de crédito) a fin de lograr una recurrencia fidelizada por parte del mismo.
Hasta julio de 2016, Diners Club Perú cuenta con más de 4000 establecimientos afiliados a nivel nacional a este Programa Permanente y según su actual CEO Pio Rossell (enlace roto disponible en Internet Archive; véase el historial, la primera versión y la última)., se espera iniciar el 2017 con más de 6000 establecimientos afiliados.
Desde marzo del 2018 en un hito en la historia de la Organización, el Socio Diners Club ya cuenta con un App tanto para Android como para IOS. Con ello se busca mantener el liderazgo en pos del Socio Digital en los próximos 50 años.